# Municipio de South Middleton
El municipio de South Middleton (en inglés: South Middleton Township) es un municipio ubicado en el condado de Cumberland en el estado estadounidense de Pensilvania. En el año 2000 tenía una población de 12.939 habitantes y una densidad poblacional de 101 personas por km².

## Geografía
El municipio de South Middleton se encuentra ubicado en las coordenadas 40°08′00″N 77°07′28″O / 40.13333, -77.12444.

## Demografía
Según la Oficina del Censo en 2000 los ingresos medios por hogar en la localidad eran de $50,503 y los ingresos medios por familia eran de $60,511. Los hombres tenían unos ingresos medios de $40,427 frente a los $26,593 para las mujeres. La renta per cápita de la localidad era de $24,370. Alrededor del 4,4% de la población estaba por debajo del umbral de pobreza.